# Alberto Aquilani
Alberto Aquilani (ur. 7 lipca 1984 w Rzymie) – włoski piłkarz występujący na pozycji pomocnika. Były reprezentant Włoch.

## Kariera klubowa
Aquilani urodził się w Rzymie. Pierwsze piłkarskie kroki stawiał w szkółce tamtejszej AS Romy. Po przejściu z drużyny juniorskiej do kadry pierwszego zespołu w 2001, 1 sierpnia tamtego roku Alberto podpisał profesjonalny kontrakt z tym klubem. Przez rok grał jednak w rezerwach zespołu. Dopiero w sezonie 2002/2003 zadebiutował w Serie A. Miało to miejsce już pod koniec sezonu w 32. kolejce ligowej, 10 maja 2003 w wygranym 3:1 meczu z Torino FC. Nie pograł zbyt wiele, gdyż wszedł na boisko w 90. minucie meczu za Emersona. Po sezonie trener Romy, Fabio Capello stwierdził, iż lepiej dla Aquilaniego będzie, jak zostanie wypożyczony do innego klubu, by móc się ogrywać. Latem 2003 Alberto trafił więc na wypożyczenie do Triestiny Calcio, grającej w Serie B. Tam był podstawowym graczem drużyny, która zajęła 10. miejsce w lidze. Rozegrał 41 meczów i zdobył 4 bramki. Latem 2004 Aquilani powrócił do Romy, z której odszedł trener Capello. Nowy trener Luigi Delneri zaczął coraz częściej stawiać na Aquilaniego, któremu udało się wskoczyć do pierwszej jedenastki. W całym sezonie zagrał w 29 meczach, ale cała drużyna Romy wypadła w lidze słabo zajmując dopiero 8. miejsce i kwalifikując się do Pucharu UEFA, dzięki występowi w finale Pucharu Włoch. Po sezonie znów zmienił się trener i w nowym (2005/2006) zespół trenował Luciano Spalletti. Aquilani na ogół siedział na ławce rezerwowych, ale był jednym z pierwszych, którzy wchodzili w drugiej połowie. 8 stycznia 2006 zdobył jedyną bramkę dla Romy w wygranym 1:0 wyjazdowym meczu z Treviso FC – był to jego pierwszy gol w historii występów w Serie A. Aquilani miał także udział w ustanowieniu rekordowych 11 kolejnych zwycięstw w Serie A. W całym sezonie zdobył 3 bramki w 24 meczach, a z Romą po skorygowaniu tabeli po sezonie, został wicemistrzem kraju. W sezonie 2008/2009 w 14 spotkaniach zdobył 2 bramki. 7 sierpnia 2009 roku podpisał 5-letni kontrakt z Liverpoolem do którego przeniósł się za około 20 mln euro. W drużynie występował z numerem 4, z którym przed przejściem do Bayeru 04 Leverkusen występował Sami Hyypiä. W sezonie 2010–2011 grał na wypożyczeniu w Juventusie. 24 sierpnia został wypożyczony na rok do A.C. Milan z opcją pierwokupu za 6 milionów euro w razie rozegrania przez niego 25 występów w czerwono-czarnej koszulce. Jednakże do transferu nie doszło. 3 sierpnia 2012 roku podpisał kontrakt z Fiorentiną. 6 sierpnia 2015 został piłkarzem Sportingu, z którym związał się 3 letnim kontraktem.

## Kariera reprezentacyjna

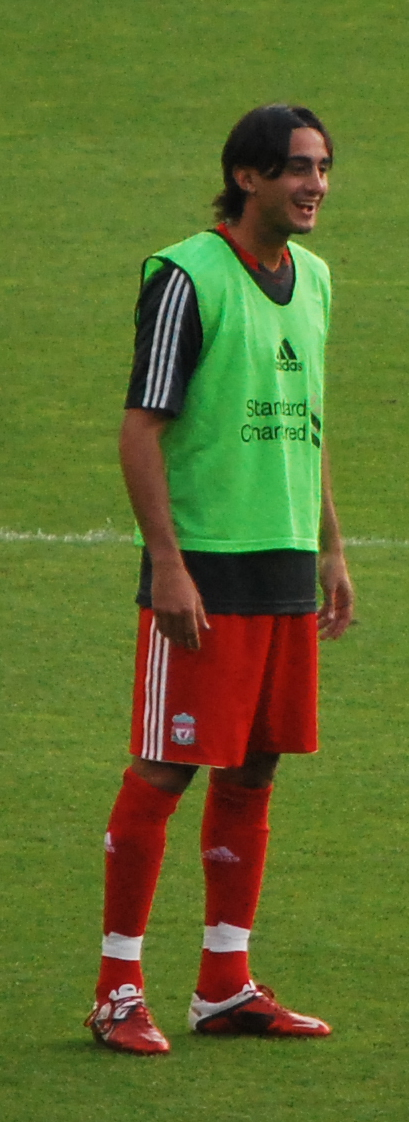
Alberto Aquilani w barwach Liverpool 2011

Aquilani grał w reprezentacji Włoch w różnych kategoriach wiekowych od Under-15 do Under-21, w której to zaliczył 13 występów i zdobył 3 bramki. Największym jego sukcesem w kadrze Under-21 było zdobycie z Włochami Młodzieżowego Mistrzostwa Europy w 2004 roku na mistrzostwach rozegranych w Niemczech. Dobra gra w lidze w 2006 roku spowodowała, że selekcjoner Roberto Donadoni w ostatniej chwili powołał Alberto za kontuzjowanego Alessandro Del Piero na towarzyskie spotkanie z Turcją. W drugiej połowie tego rozegranego 15 listopada i zremisowanego 1:1 meczu Aquilani otrzymał więc szansę debiutu w pierwszej reprezentacji „Squadra Azzurra”.

## Statystyki kariery
| Sezon   | Klub             | Kraj       | Rozgrywki                | Mecze | Bramki |
| ------- | ---------------- | ---------- | ------------------------ | ----- | ------ |
| 2001/02 | AS Roma          | Włochy     | Serie A                  | 0     | 0      |
| 2002/03 | AS Roma          | Włochy     | Serie A                  | 1     | 0      |
| 2003/04 | Triestina Calcio | Włochy     | Serie B                  | 41    | 4      |
| 2004/05 | AS Roma          | Włochy     | Serie A                  | 29    | 0      |
| 2005/06 | AS Roma          | Włochy     | Serie A                  | 24    | 3      |
| 2006/07 | AS Roma          | Włochy     | Serie A                  | 13    | 1      |
| 2007/08 | AS Roma          | Włochy     | Serie A                  | 21    | 3      |
| 2008/09 | AS Roma          | Włochy     | Serie A                  | 14    | 2      |
| 2009/10 | Liverpool F.C.   | Anglia     | Premier League           | 25    | 2      |
| 2010/11 | Juventus F.C.    | Włochy     | Serie A                  | 33    | 2      |
| 2011/12 | A.C. Milan       | Włochy     | Serie A                  | 20    | 1      |
| 2012/13 | ACF Fiorentina   | Włochy     | Serie A                  | 25    | 7      |
| 2013/14 | ACF Fiorentina   | Włochy     | Serie A                  | 31    | 6      |
| 2014/15 | ACF Fiorentina   | Włochy     | Serie A                  | 25    | 0      |
| 2015/16 | Sporting CP      | Portugalia | Primeira Liga            | 19    | 3      |
| 2016/17 | Sassuolo Calcio  | Włochy     | Serie A                  | 25    | 1      |
| 2017/18 | UD Las Palmas    | Hiszpania  | Primera División         | 21    | 0      |
|         |                  |            | Łącznie w Serie A        | 216   | 18     |
|         |                  |            | Łącznie w Premier League | 25    | 2      |
|         |                  |            | Łącznie w Primeira Liga  | 19    | 3      |